# تشارلز ر. بوتين
تشارلز ر. بوتين هو سياسي أمريكي، ولد في 7 يونيو 1942 في تروي في الولايات المتحدة. نشط حزبياً في الحزب الجمهوري. وقد انتخب عضو مجلس النواب لولاية ماريلند ‏.